# Notarctia mormonica
Notarctia mormonica là một loài bướm đêm thuộc phân họ Arctiinae, họ Erebidae.